# Adam Moszczeński
Adam Moszczeński (ur. 1731 w Warszawie, zm. 1823 w Ryżawce) – generał adiutant króla i generał major wojsk koronnych, szambelan królewski od 1780 roku, chorąży bracławski, poseł z województwa poznańskiego na Sejm Czteroletni w 1788 roku, organizator opozycji przeciwko konstytucji 3 maja, marszałek konfederacji województwa podolskiego w 1792 roku, pamiętnikarz.

## Życiorys
Urodzony jako syn Bolesława, łowczego kaliskiego, i Marianny z Bronikowskich. Herbu Nałęcz, błędna forma nazwiska: Moszczyński, krypt.: A. M.; Adam Mosz.. Był oficerem wojsk pruskich, konfederatem barskim. Poseł kaliski na sejm 1780 roku, wybrany sędzią sejmowym z prowincji wielkopolskiej. Klient i zausznik Stanisława Szczęsnego Potockiego, był jednym z najzagorzalszych konfederatów targowickich, konsyliarzem konfederacji generalnej koronnej w konfederacji targowickiej. Był jurgieltnikiem i agentem Grigorija Potiomkina.
Od 1785 roku pułkownik i komendant 14. Regimentu Pieszego im. Potockich. Był posłem na sejm 1786 roku z województwa bracławskiego. Był szefem targowickiej formacji Regimentu Pieszego pod im. Konfederacji Wolnych. Po wybuchu insurekcji kościuszkowskiej schronił się do Tulczyna. Po III rozbiorze wszedł do służby rosyjskiej.
W czasie insurekcji kościuszkowskiej Sąd Najwyższy Kryminalny skazał go na karę śmierci przez powieszenie, wieczną infamię, konfiskatę majątków i utratę wszystkich urzędów.
Był członkiem francuskiej loży wolnomularskiej Egalité Parfaite et Sincère Amitié, od 1777 członek polskiej loży Parfait Silence.

## Twórczość
Pod koniec życia spisał wspomnienia, ogłaszane we fragmentach od 1838 i wydane w Poznaniu w 1858 jako Pamiętnik do historii polskiej w ostatnich latach panowania Augusta III i pierwszych Stanisława Poniatowskiego. Stanowi zbiór cennych materiałów do poznania życia magnaterii i szlachty polskiej.

### Ważniejsze utwory i mowy
1. Głos... szambelana J. K. Mci, posła kaliskiego, dnia 2 9bra roku 1780 w Izbie poselskiej miany, brak miejsca wydania (1780)
2. Głos... w Izbie Senatorskiej d. 23 października 1782, (Warszawa 1782)
3. Głos... chorążego winnickiego, posła z wwdztwa bracławskiego w czasie przymawiania się o uchylenie rezolucji Rady Nieustającej prawu przeciwnych, na d. 28 paźdź. 1786 w Izbie poselskiej miany, Warszawa (1786)
4. Głos... sekretarza W. Xięstwa Litewskiego, posła bracławskiego, miany na sesji sejmowej dnia 19 kwietnia 1790 r., brak miejsca wydania (1790)
5. Protestacja przeciwko sukcesji tronu w Polsce, 11 października 1790 r., brak miejsca wydania (1790); współautor: B. Hulewicz
6. Pamiętnik do historii polskiej w ostatnich latach panowania Augusta III i pierwszych Stanisława Poniatowskiego, fragm.: Rzeź humańska. Wyjątek z pamiętników Adama Mosz., udzielony redakcji przez Hr. E. R. (Raczyńskiego), "Tygodnik Literacki" 1838, nr 11-13; Panowanie Augusta III i ówczesne obyczaje. Wyciąg z pamiętników A. M., dotąd drukiem nie ogłoszonych, "Przyjaciel Ludu" rocznik 12 (1845), nr 17-26; rocznik 13 (1846), nr 2, 4, 9-11; całość (wyd. W. Broel Plater), Poznań 1858[9]; wyd. następne: Poznań 1863; Poznań 1867 "Pamiętniki z XVIII W." nr 9[10]; Kraków 1888[11] "Nowa Biblioteka Uniwersalna"; fragmenty pt. Bunt Gonty i Żeleźniaka w r. 1768. Według własnoręcznego manuskryptu..., ogł. S. Korwin (Kossakowski) w: Trzeci Maj i Targowica, Kraków 1890, s. 227-240; fragmenty pt. Pamiętnik rzezi humańskiej, ogł. A. Darowski, "Niwa" 1890, nr 3-4; wyd. skrócone (według wyd. z roku 1858) Warszawa 1905 (z przedmową H. Mościckiego), także wyd. tytułowe Warszawa 1907; rękopisy: Biblioteka Raczyńskich, sygn. 110; Ossolineum, sygn. 841/I; odpis sporządzony dla K. Świdzińskiego znajdował się w Bibliotece Krasińskich.

### Listy
1. Do Stanisława Augusta, w zbiorach z lat 1764–1792, rękopisy: Biblioteka Czartoryskich, sygn. 672-673, 682, 734
2. Do S. Sz. Potockiego, rękopis: Biblioteka Czartoryskich, sygn. 3474; fragm. cytuje W. Smoleński w: Konfederacja targowicka, Kraków 1903
3. Fragm. z listów od S. Sz. Potockiego i jego żony, J. z Mniszchów Potockiej, z lat 1789–1795, ogł. A. Czartkowski: Pan na Tulczynie, Lwów (1925) "Gawędy o Dawnym Obyczaju" nr 9, s. 224-228.